# Sport Arena Myślenice
Sport Arena Myślenice – ośrodek narciarsko-turystyczny w Beskidzie Makowskim na północnym zboczu góry Chełm (614 m). Znajduje się w granicach miasta Myślenice.

## Narciarstwo i turystyka

### Koleje i wyciągi
Sport Arena Myślenice dysponuje:
- (K2) 4-osobową koleją krzesełkową firmy Doppelmayr Garaventa Group o długości 770 m i przewyższeniu 235 m. Czas wjazdu – ok. 5 minut, przepustowość 2397 osób na godzinę (liczba kanap – 100);
- wyciągiem talerzykowym o długości 120 m i taśma o długości 60 m w pobliżu górnej stacji kolejki K2.
- ponadto z dzielnicy Zarabie na szczyt góry Chełm prowadzi kolej krzesełkowa „Chełm” (K1) z krzesełkami 1-osobowy, o długości 2029 m, przewyższeniu 305,5 m, zdolności przewozowej 460 osób na godzinę[2].

### Zjazdowe trasy narciarskie
Stacja dysponuje ponad 2 km tras narciarskich:
- (1) wzdłuż kolei K2, po jego wschodniej stronie trasa niebieska o długości 855 m i szerokości 80–100 m oraz przewyższeniu 235 m. Średnie nachylenie trasy wynosi 28%;
- (2) po zachodniej stronie kolei K2 – trasa czerwona o długości 1100 m i szerokości 80–100 m oraz przewyższeniu 235 m. Średnie nachylenie trasy wynosi 21%;

Wszystkie trasy są oświetlone, naśnieżane i ratrakowane.
Trasy narciarskie w Sport Arena Myślenice są w pełni przygotowane do treningów oraz zawodów i posiadają świadectwo homologacji potwierdzające zgodność z wymogami PZN dla slalomu i slalomu giganta zawodników do U-16. 

### Rowerowe trasy Myślenice Singletracks
Od soboty 29 czerwca Myślenice będą oferować nową górską trasę rowerową. „Monster”, bo tak się ona nazywa, jest trasą typu enduro hard i ma ok. 1100 metrów. Jest usytuowana na Chełmie i jest częścią kompleksu Myślenice Singletracks, razem z oddanymi do użytku jesienią 2022 roku trasami „Rodzinny Flow” i „Snajper” oraz „Spacerówką” na sąsiedniej Uklejnie. Oficjalne otwarcie nowej trasy zaplanowane jest na godz. 11 (przy górnej stacji kolejki 4-osobowej na Chełmie).
Trasa zaczyna się na wysokości górnej stacji kolejki a kończy na wysokości dolnej stacji. Biegnie lasem równolegle do głównej trasy narciarskiej. 
W sobotę m.in. na tej właśnie trasie zostaną rozegrane zawody rowerowe Epic Enduro MTB Trophy będące częścią Festiwalu Sportów Ekstremalnych „Extreme jam”, który odbywa się w ten weekend na myślenickim Zarabiu. 

## Ośrodek i pozostała infrastruktura
Przy dolnej stacji kolei K2 znajdują się:
- wypożyczalnia i serwis narciarski
- bezpłatny parking o pojemności 200 samochodów (gdy jest przepełniony, do dyspozycji są 2 parkingi odległego o 2 km Zarabia o łącznej pojemności 340 samochodów)[3].

Przy górnej stacji kolei znajdują się:
- placówka GOPR
- szkoła narciarska ABC SKI | CHEŁM
- karczma na szczycie góry Chełm, mogąca pomieścić 120 osób, a wraz z podcieniami – 300 osób.

Na szczycie góry Chełm znajduje się wieża widokowa. Jest jedną z największych atrakcji ośrodka. Z jej platformy można obserwować panoramę Myślenic, a w pogodny dzień także Beskidów i Gorców. W sprzyjających warunkach dojrzeć Tatry. Stacja oferuje darmowy dostęp do internetu na całym terenie ośrodka. Ośrodek jest najbliżej położoną względem Krakowa stacją narciarską (34 km od centrum miasta).
Stacja jest członkiem Stowarzyszenia Polskie stacje narciarskie i turystyczne.

## Historia
Pierwsza 1-osobowa kolej krzesełkowa (K1) wybudowana została w 1989. W 2004 z kolei tej skorzystało 35 200 osób, a w 2006 – już ponad 45 095 osób. W 2007 oddano do dyspozycji narciarzy 4-osobową kolej krzesełkową (K2) i uruchomiono ośrodek narciarski „Zarabie Sport”. Jednocześnie na kilka sezonów zamknięta została kolej jednoosobowa (K1),dotychczas dzierżawiona przez firmę Eco-Sport Sp. z o.o. Zamknięcie to było spowodowane odcięciem zasilania w energię elektryczną, w wyniku zaległości płatniczych spółki. W sezonie 2011/2012 kolej K1 została wydzierżawiona przez Józefa Paska i ponownie uruchomiona.
Od sezonu 2011/2012 do dyspozycji początkujących narciarzy i dzieci jest płaska ośla łączka w pobliżu dolnej stacji kolei K2.
Od sezonu 2011/2012 Zarabie Sport w Myślenicach wraz ze Stacją Narciarską Koninki posiadała wspólnego właściciela i była objęta wspólnym karnetem, a od 18 grudnia 2012 roku karnet współdzieliła również z odrębnym ośrodkiem narciarskim Ski Lubomierz.
Od początku sezonu 2016/17 stacja ma nowego właściciela oraz nazwę. Właścicielem tym jest firma Myślenice Sport Arena.